# Anell de Bishop
Un anell de Bishop és un hipotètic hàbitat espacial giratori proposat originalment el 1997 per Forrest Bishop. Igual que passa en altres dissenys d'hàbitats espacials, l'anell de Bishop giraria per produir gravetat artificial per mitjà de la força centrífuga. La principal diferència respecte dels dissenys clàssics produïts a la dècada de 1970 per Gerard K. O'Neill i la NASA, és que utilitzaria nanotubs de carboni en comptes d'acer, la qual cosa permet construir un hàbitat espacial molt més gran. En la proposta original, l'hàbitat seria d'uns 1.000 quilòmetres (620 milles) de radi i 500 quilòmetres (310 milles) d'ample, la qual cosa suposa 3 milions de quilòmetres quadrats (1,2 milions de milles quadrades) d'espai habitable, comparable en grandària a països com Argentina o l'Índia.
A causa de la seva enorme escala, l'anell de Bishop no hauria d'estar tancat com l'Stanford Torus sinó que podria ser construït sense "sostre", amb l'atmosfera retinguda per la gravetat artificial i parets d'uns 200 km (120 milles) d'altura. L'hàbitat seria orientat amb el seu eix de rotació perpendicular al pla de la seva òrbita, ja sigui amb una disposició de miralls per reflectir la llum solar sobre la vora interna o una font de llum artificial en el mitjà, alimentada per una combinació de panells solars en l'exterior de la llanda i satèl·lits d'energia solar.
També a diferència de la dècada de 1970 les propostes de la NASA, on els hàbitats es col·locarien a l'espai cislunar o en els punts de Lagrange L4 o L5 del sistema Terra-Lluna, Forrest Bishop va proposar els punts Lagrange L4 o L5 del sistema Terra com a llocs d'ubicació dels hàbitats.